# Oratino
Oratino é uma comuna italiana da região do Molise, província de Campobasso, com cerca de 1.288 habitantes. Estende-se por uma área de 17 km², tendo uma densidade populacional de 76 hab/km². Faz fronteira com Busso, Campobasso, Castropignano, Ripalimosani.
Pertence à rede de Aldeias mais bonitas de Itália.

## Demografia
| Variação demográfica do município entre 1861 e 2011                               |
|                                                                                   |
| Fonte: Istituto Nazionale di Statistica (ISTAT) - Elaboração gráfica da Wikipedia |